# Eurobandið
Eurobandið (psáno někdy též Eurobandid), nebo také Euroband, je islandská hudební skupina.
Skupinu tvoří Friðrik Ómar Hjörleifsson (zpěv), Regína Ósk Óskarsdóttir (zpěv), Róbert Þórhallsson (basová kytara), Kristján Grétarsson (kytara), Benedikt Brynleifsson (bicí), Grétar Örvarsson (klávesy).
Friðrik Ómar a Regína Ósk jsou velkými fanoušky Eurovision Song Contest, a proto v roce 2006 založili projekt Eurobandið, s nímž vystupovali pouze s předělávkami hitů ze soutěže Eurovision Song Contest.
Jako duo reprezentovali Friðrik Ómar a Regína Ósk Island na Eurovision Song Contest 2008 v srbském Bělehradě, kde zazpívali píseň „This Is My Life“ (To je můj život). Píseň se dostala do 2. semifinále a získala dostatek bodů pro kvalifikaci do finále. Ve finále zástupci Islandu získali 64 bodů a umístili se mezi 25 konkurenty na 14. příčce. V národním kole Söngvakeppni Sjónvarpsins 2008 zazněla islandská verze písně nazvaná „Fullkomið líf“.
Eurobandið vystupuje na festivalech na Islandu, na svém kontě má již několik alb.
Friðrik Ómar a Regína Ósk působí také jako sóloví umělci a ve své rodné zemi jsou velmi populární.

## Diskografie

### Alba
- 2008: This Is My Life[4]

### Singly
- 2008: This Is My Life[4]